# Cessna A-37
Die Cessna A-37 Dragonfly wurde aus dem Strahltrainer T-37 als leichtes zweistrahliges Kampfflugzeug entwickelt.

## Geschichte
Der Erstflug des ersten von zwei aus T-37B/C-Zellen gebauten Prototypen dieses Musters (YAT-37D) fand am 23. Oktober 1963 statt. Es wurden wesentlich stärkere Triebwerke (bei den Prototypen und AT-37D GE J85-GE-5 mit 10,86 kN Schub) eingebaut und nach Verstärkung der Zelle Unterflügelstationen installiert. Erst Ende 1966 wurde jedoch der Bedarf an leichten Erdkampfflugzeugen für den Krieg in Vietnam so groß, dass schnell 39 T-37-Maschinen zu AT-37D (später als A-37A bezeichnet) umgebaut und ab August 1967 eingesetzt wurden. Der Einsatz verlief so erfolgreich, dass Cessna im Januar 1967 einen Auftrag für eine überarbeitete Serienversion (nun als A-37B bezeichnet) erhielt. Diese besaß nun gegenüber der T-37 mehr als doppelt so starke Triebwerke und auch eine doppelt so hohe maximale Startmasse. Eine Vorrichtung zur Luftbetankung machte die kleine Maschine sehr flexibel.
Drei A-37B wurden für Testzwecke modifiziert und als NA-37B bezeichnet. Etwa 120 Maschinen wurden unter der Bezeichnung OA-37B als fliegender Feuerleitstand verwendet.

## Einsatz
Die A-37 wurde von der United States Air Force im Vietnamkrieg eingesetzt. Die letzten A-37 der USAF wurden 1992 ausgemustert. Auch nach Südamerika (zur Bekämpfung des Drogenschmuggels) wurde das Modell exportiert. Mit der Niederlage Südvietnams 1975 fielen 95 Maschinen in die Hände Nordvietnams, wodurch die Maschine auch in verschiedene Ostblockstaaten gelangte.

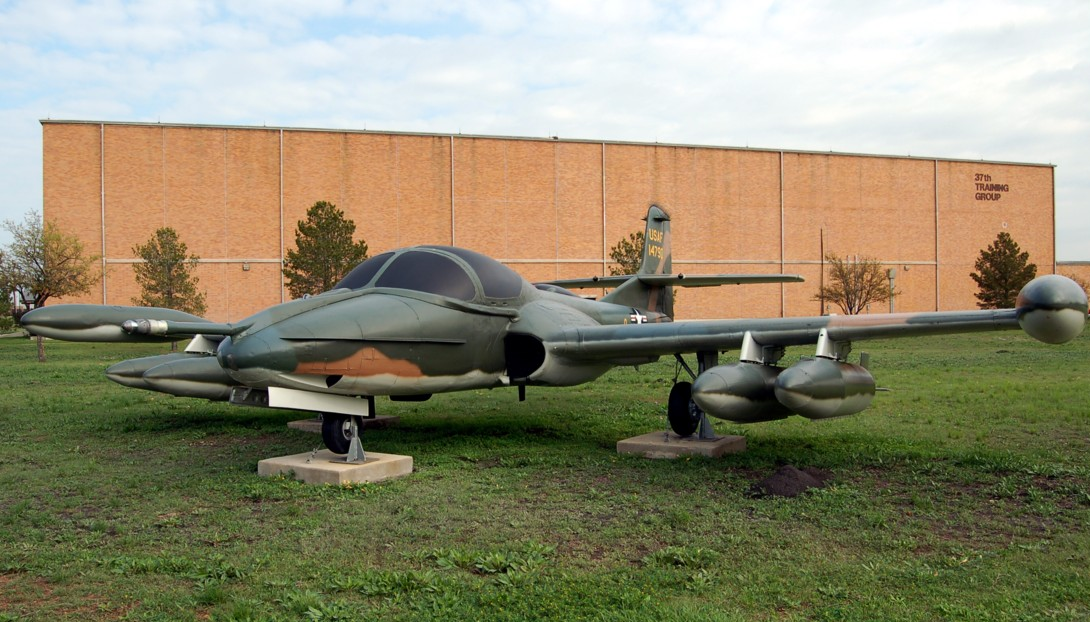
A-37B auf der Lackland Air Force Base in San Antonio, Texas (März 2007)

Bis 1977 wurden insgesamt 577 A-37B neu gebaut, dazu kommen noch 39 umgebaute T-37 Tweet mit der Bezeichnung A-37A. Davon erhielt die südvietnamesische Luftwaffe 254 Maschinen und somit rund die Hälfte (44 %).

## Produktion
301 A-37 wurden über ein militärisches Hilfsprogramm (Military Aid - Service Funded (MASF)) Südvietnam (284 Flugzeuge) und Thailand (17 Flugzeuge) kostenlos zur Verfügung gestellt. Neben den unten aufgeführten Flugzeugen wurden 31 Flugzeuge aus dem USAF-Bestand verkauft (27 an Korea, drei an Ecuador und eine an Thailand).
Abnahme der A-37 durch die USAF:
| Version         | 1967 | 1968 | 1969 | 1970 | 1971 | 1972 | 1973 | 1974 | 1975 | 1976 | 1977 | SUMME | BEMERKUNG                                          |
| --------------- | ---- | ---- | ---- | ---- | ---- | ---- | ---- | ---- | ---- | ---- | ---- | ----- | -------------------------------------------------- |
| A-37A           | 38   |      |      |      |      |      |      |      |      |      |      | 38    | wurden aus laufender Produktion der T-37B umgebaut |
| A-37A Umbau     | (14) |      |      |      |      |      |      |      |      |      |      | (14)  | wurden aus USAF-Bestand umgebaut                   |
| A-37B           | 1    |      | 110  | 96   | 33   |      |      |      |      |      |      | 240   |                                                    |
| A-37B MASF      |      | 47   | 23   | 17   | 2    | 79   |      | 5    | 39   | 16   |      | 228   |                                                    |
| A-37B Chile     |      |      |      |      |      |      |      |      | 16   | 7    | 11   | 34    |                                                    |
| A-37B Ecuador   |      |      |      |      |      |      |      |      |      | 12   |      | 12    |                                                    |
| A-37B Guatemala |      |      |      |      |      | 4    | 4    | 2    | 3    |      |      | 13    |                                                    |
| A-37B Honduras  |      |      |      |      |      |      |      |      | 6    |      |      | 6     |                                                    |
| A-37B Peru      |      |      |      |      |      |      |      |      | 19   | 5    | 12   | 36    |                                                    |
| A-37B Uruguay   |      |      |      |      |      |      |      |      |      | 8    |      | 8     |                                                    |
| SUMME           | 39   | 47   | 133  | 113  | 35   | 83   | 4    | 7    | 83   | 48   | 23   | 615   |                                                    |

Die A-37 wurde oder wird noch von folgenden Ländern verwendet:
- Chile: 44
- Dominikanische Republik: 8
- Ecuador: 27
- El Salvador: 15
- Guatemala: 12
- Honduras: 17
- Kolumbien: 32
- Peru: 45 (inkl. 8 ausgemusterte aus Südkorea)
- Südkorea: 28 (8 wurden 2007 ausgemustert und 2010 an Peru geliefert)
- Südvietnam: 254
- Thailand: 21
- Uruguay (Fuerza Aérea Uruguaya) : 14
- Vereinigte Staaten: 362
- Vietnam: ca. 95 erbeutete Maschinen der südvietnamesischen Luftwaffe

## Technische Daten

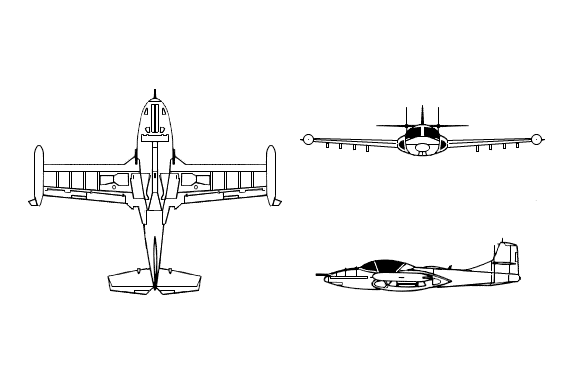
Cessna A-37

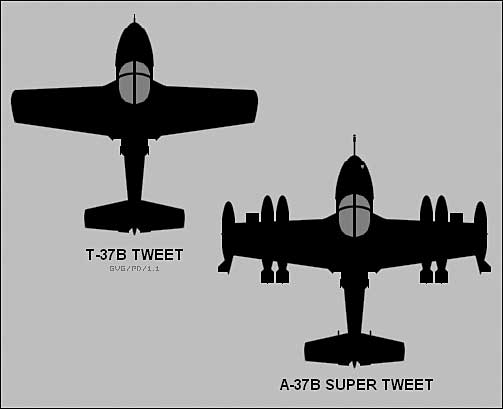
Cessna A-37

| Kenngröße                            | Daten                                                        |
| ------------------------------------ | ------------------------------------------------------------ |
| Besatzung                            | 2                                                            |
| Länge                                | 8,62 m                                                       |
| Spannweite                           | 10,26 m (mit Flügelendtanks 10,93 m)                         |
| Höhe                                 | 2,70 m                                                       |
| Flügelfläche                         | 17,09 m²                                                     |
| Flügelstreckung                      | 6,2                                                          |
| Radstand                             | 2,36 m                                                       |
| Spurweite                            | 4,28 m                                                       |
| Leermasse                            | 2.817 kg                                                     |
| max. Startmasse                      | 6.350 kg (A-37A: 5.307 kg)                                   |
| Treibstoffvorrat                     | - 1.170 l intern - 2 × 245 l in Flügelendtanks               |
| Antrieb                              | zwei General Electric J85-GE-17A mit je 12,67 kN Schub       |
| Höchstgeschwindigkeit                | 816 km/h (in 4.875 m)                                        |
| Marschgeschwindigkeit                | 787 km/h                                                     |
| Überziehgeschwindigkeit              | 182 km/h                                                     |
| max. Steigrate                       | 35,5 m/s                                                     |
| Reichweite                           | - 1.630 km mit Zusatztanks - 740 km mit maximaler Waffenlast |
| Dienstgipfelhöhe                     | 12.730 m                                                     |
| Startstrecke über ein 15-m-Hindernis | 790 m                                                        |
| Landestrecke über ein 15-m-Hindernis | 1.065 m                                                      |

## Bewaffnung

### Im Bug installierte Rohrwaffe
- 1 × 7,62-mm-Maschinengewehr „Minigun“ General Electric GAU-2B/A mit 1500 Schuss Munition

### Abwerfbare Waffen an Außenlaststationen
Bewaffnung bis zu 2575 kg an acht Außenlaststationen unter den beiden Tragflächen
Luft-Luft-Lenkflugkörper
- 4 × LAU-100-Startschienen für je 1 × Ford/Raytheon AIM-9B (GAR-8) „Sidewinder“ – infrarotgesteuerter Kurzstrecken-Luft-Luft-Lenkflugkörper

Ungelenkte Luft-Boden-Raketen
- 6 × Raketen-Rohrstartbehälter LAU-10A für je 4 × ungelenkte Zuni-Luft-Boden-Raketen; Kaliber 127 mm / 5 Inch
- 8 × Raketen-Rohrstartbehälter LAU-59/A für je 7 × ungelenkte Mk 4/Mk 40 FFAR-Luft-Boden-Raketen; Kaliber 70 mm / 2,75 inch
- 8 × Raketen-Rohrstartbehälter LAU-32B/A für je 7 × ungelenkte Mk 4/Mk 40 FFAR-Luft-Boden-Raketen; Kaliber 70 mm / 2,75 inch
- 8 × Raketen-Rohrstartbehälter LAU-3/A für je 19 × ungelenkte FFAR-Luft-Boden-Raketen; Kaliber 70 mm / 2,75 inch
- 8 × Raketen-Rohrstartbehälter AERO-6A für je 7 × ungelenkte Mighti-Mouse-Luft-Boden-Raketen; Kaliber 70 mm / 2,75 inch

Ungelenkte Bomben
- 4 × M117A1 General-purpose bomb (GP) (340-kg-/750-lb-Freifallbombe)
- 8 × Mark 82 Low Drag General-purpose bomb (LDGP) (227-kg-/500-lb-Freifallbombe)
- 6 × Mark 82 „Snakeeye 1“ (227-kg-/500-lb-Freifallbombe mit Luftbremsen)
- 8 × Mark 81 Low Drag General-purpose bomb (LDGP) (127-kg-/250-lb-Freifallbombe)
- 8 × AN-M47A WP / PWP Brand-/Rauchbombe mit weißem Phosphor
- 6 × CBU-24/B (362-kg-/800-lb-Streubombe mit 655 BLU-26 oder BLU-36-Splitterbomblets)
- 6 × BLU-27/B (340-kg-/750-lb-Napalm-Brandbombe)
- 8 × BLU-1C/B (340-kg-/750-lb-Napalm-Brandbombe)
- 6 × BLU-23/B (225-kg-/500-lb-Napalm-Brandbombe)
- 6 × BLU-32/B (225-kg-/500-lb-Napalm-Brandbombe)
- 6 × BLU-52/B (320-kg-/700-lb-Napalm-Brandbombe)

Zusatzbehälter
- 8 × CBU-14/A (Streumunitionsbehälter mit 114 BLU-3-Splitterbomblets)[4]
- 8 × CBU-19/A (60-kg-/130-lb-Streumunitionsbehälter mit 528 BLU-39-CS-Bomblets)
- 8 × CBU-22/A (Streumunitionsbehälter mit 432 BLU-17-Rauch/Brand-Bomblets)[4]
- 8 × CBU-25/A (Streumunitionsbehälter mit 132 BLU-24-Splitterbomblets)[4]
- 6 × CBU-30/A (340-kg-/750-lb-Streumunitionsbehälter mit 1280 BLU-39-CS-Bomblets)
- 8 × Leuchtfackelwerfer SUU-25/A für je 8 × LUU-1 Zielmarkierungsleuchtfackeln oder 8 × LUU-2 Leuchtfackeln
- 4 × abwerfbare Zusatztanks für 378 Liter (100 US Gal.) Kerosin
- 8 × Maschinengewehr-Behälter SUU-11/A mit je einem sechsläufigen 7,62-mm-Gatling-Maschinengewehr General Electric M134 mit je 1500 Schuss Munition
- 4 × Maschinengewehr-Behälter SUU-12/A mit je einem 12,7-mm-Maschinengewehr M2 mit je 750 Schuss Munition